# Tommy Kaira
Tommy Kaira (jap. トミーカイラ, Tomī Kaira) war ein japanisches Rallyeteam und Automobiltuner mit Sitz in Toyota.

## Geschichte
Der Name Tommy Kaira tauchte erstmals 1987 auf. Das kleine von Yoshikazu Tomita (冨田 義一) und Kikuo Kaira (解良 喜久雄) gegründete Unternehmen spezialisierte sich von 1987 bis 1996 zunächst darauf, Modelle anderer Firmen optisch und auch im Motorenbereich aufzuwerten.
1996 präsentierte Tommy Kaira ihr erstes Automobil: Ein kleines selbst entworfenes Sportcabriolét mit dem Namen Tommy Kaira ZZ. Der Stil des kleinen Wagens erinnert sehr an eine Mischung älterer Porsche-Modelle und dem Lotus Elise. Angetrieben wurde das nur 690 kg schwere Fahrzeug von einem Vierzylindermotor mit 195 PS aus 2,0 l Hubraum.
Abgelöst wurde der ZZ durch den ZZ II. Bei diesem wurde die Leistung auf 550 PS bei einem Gewicht von nur 1000 kg erhöht. Für diese Leistung sorgte ein Sechszylinder Rb26dett von Nissan mit Biturbo-Technologie. Für die Beschleunigung von 0–100 km/h benötigt der Wagen bei einem Drehmoment von 545 Newtonmeter etwa 3,3 Sekunden.
Beide Tommy-Kaira-Modelle sind eigene Entwicklungen. Die Produktion dieser Fahrzeuge startete am 3. Juni 1996 bei Tomita Auto UK in Hingham, Norfolk in Großbritannien. Dieses Unternehmen ging im Frühjahr 1999 in die Liquidation.
1999 wird auch als das Ende der Marke Tommy Kaira angegeben. Autobacs Sports Car Laboratory ist der Nachfolger.

## Modellübersicht
- Tommy Kaira Z
- Tommy Kaira Z type II
- Tommy Kaira m-13c
- Tommy Kaira GT
- Tommy Kaira M20b
- Tommy Kaira M20b-2.2
- Tommy Kaira B4
- Tommy Kaira B6
- Tommy Kaira tb
- Tommy Kaira ZZ II
- Tommy Kaira S-Ss
- Tommy Kaira BZ11

## Alte Modelle
- Tommy Kaira M19
- Tommy Kaira M30E
- Tommy Kaira M30
- Tommy Kaira M20
- Tommy Kaira GT
- Tommy Kaira M18si
- Tommy Kaira M18si R
- Tommy Kaira M30C
- Tommy Kaira M30
- Tommy Kaira M20
- Tommy Kaira M30Z
- Tommy Kaira M20t
- Tommy Kaira GT
- Tommy Kaira M20si
- Tommy Kaira M20si NA
- Tommy Kaira R
- Tommy Kaira M20b
- Tommy Kaira M25
- Tommy Kaira M20-tb
- Tommy Kaira m-13
- Tommy Kaira R
- Tommy Kaira M25-tw
- Tommy Kaira M20-fb
- Tommy Kaira tb
- Tommy Kaira B4
- Tommy Kaira 25R
- Tommy Kaira m-13c
- Tommy Kaira R
- Tommy Kaira P-tune
- Tommy Kaira tb-2.2
- Tommy Kaira B4-2.2
- Tommy Kaira wR
- Tommy Kaira Baby Gang
- Tommy Kaira M20b-2.2
- Tommy Kaira iSt
- Tommy Kaira VOXY
- Tommy Kaira B6
- Tommy Kaira tb6
- Tommy Kaira m-13
- Tommy Kaira fb-2.2
- Tommy Kaira tb